# Valtra
Valtra è un'azienda produttrice di trattori agricoli basata in Finlandia e parte del gruppo AGCO.

## Storia
Il marchio Valtra trae origine dalle aziende Valmet (holding industriale che raggruppava le aziende controllate dal governo finlandese), Bolinder, Munktell e Volvo.
Bolinder-Munktell si fuse con Volvo nel 1950 per formare BM Volvo. Nel 1979 BM Volvo e Valmet crearono una joint-venture per produrre trattori con il marchio Volvo BM Valmet. Quando Volvo cedette la propria quota, il marchio viene cambiato semplicemente in Valmet.
Nel 2001 la holding venne privatizzata e la produzione di trattori a marchio Valmet venne acquisita dall'azienda americana Partek, che rinominò l'azienda prima in Valtra-Valmet, e successivamente Valtra.
Nel 2002, il gruppo Partek venne acquisito dal gruppo finlandese KONE, che era tuttavia interessato solo alle attività di Partek legate al agli ascensori. Valtra venne quindi messa in vendita nel 2004 e acquisita da AGCO, uno dei principali produttori di macchine agricole nel mondo.
Valtra ha stabilimenti produttivi in Finlandia e Brasile con una quota di mercato significativa in entrambi i paesi. Essa ha inoltre accordi di licenza con Eicher Motors in India per la produzione di trattori a marchio Eicher Valtra ed Euro Power. Hattat Company in Turchia ha iniziato nel 2003 a produrre trattori Valtra Serie A per il mercato locale. La serie S viene invece prodotta nello stabilimento del gruppo AGCO a Beauvais in Francia.La Serie F infine è prodotta da Agritalia a Rovigo per la gamma specializzati. 

## Innovazione

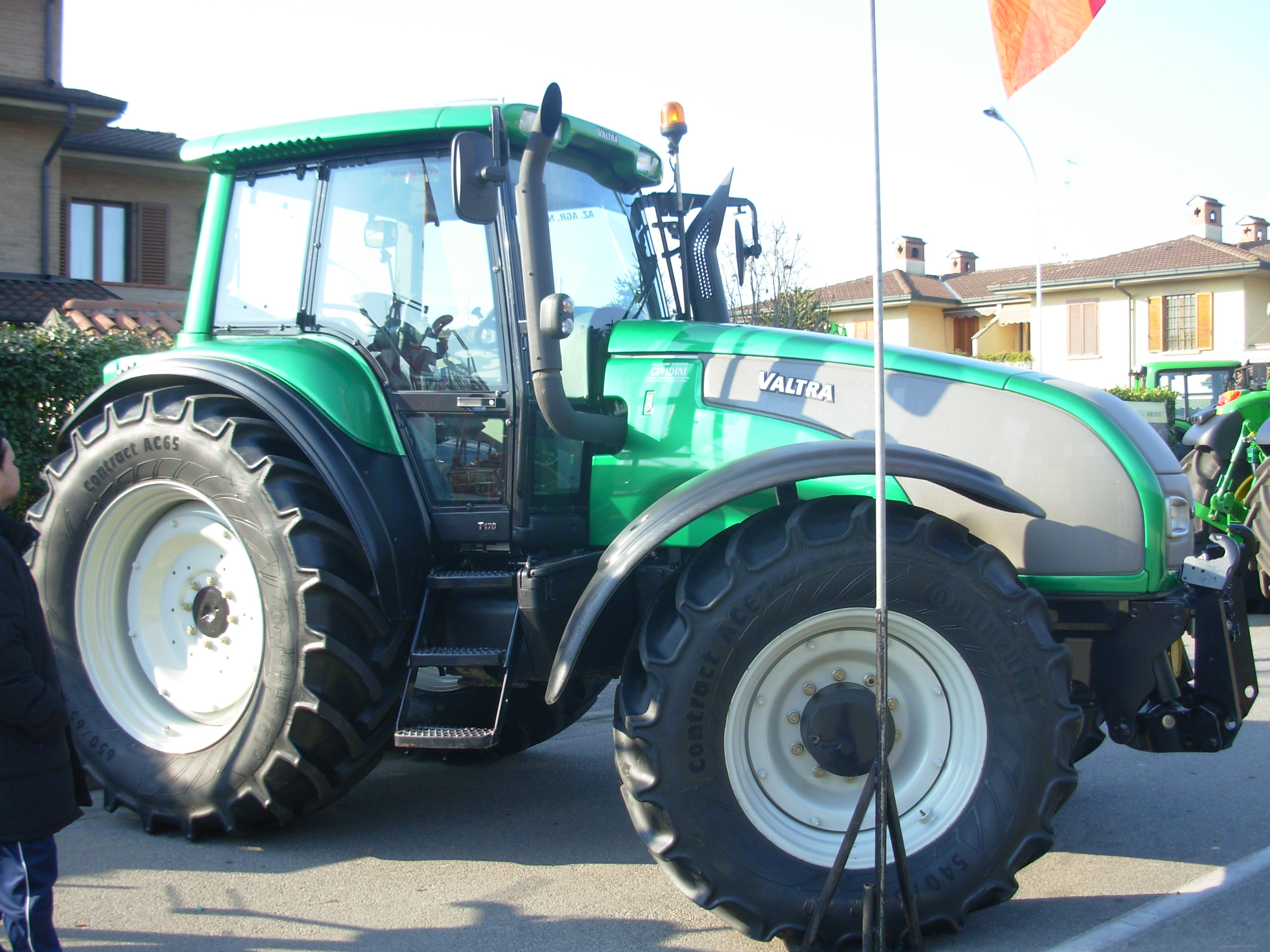
Trattore Valtra T170

Una delle caratteristiche peculiari dei trattori Valtra delle serie N, Q,S e T è il sistema opzionale TwinTrac, che permette al sedile di guida di girare di 180 gradi e guidare il trattore con una seconda pedaliera ed un volante più piccolo, posizionati nella parte posteriore della cabina. Questo permette quindi di manovrare il trattore anche in retromarcia o mentre si utilizzano delle attrezzature montate nella parte posteriore del trattore.

## Modelli prodotti
I modelli attualmente prodotti da Valtra sono:
- Valtra A-series (75-135 cv)
- Valtra G-series (105-135 cv)
- Valtra N-series (135-201 cv)
- Valtra T-series (155-271 cv)
- Valtra Q.series (230-305 cv)
- Valtra S-series (290-405 cv)

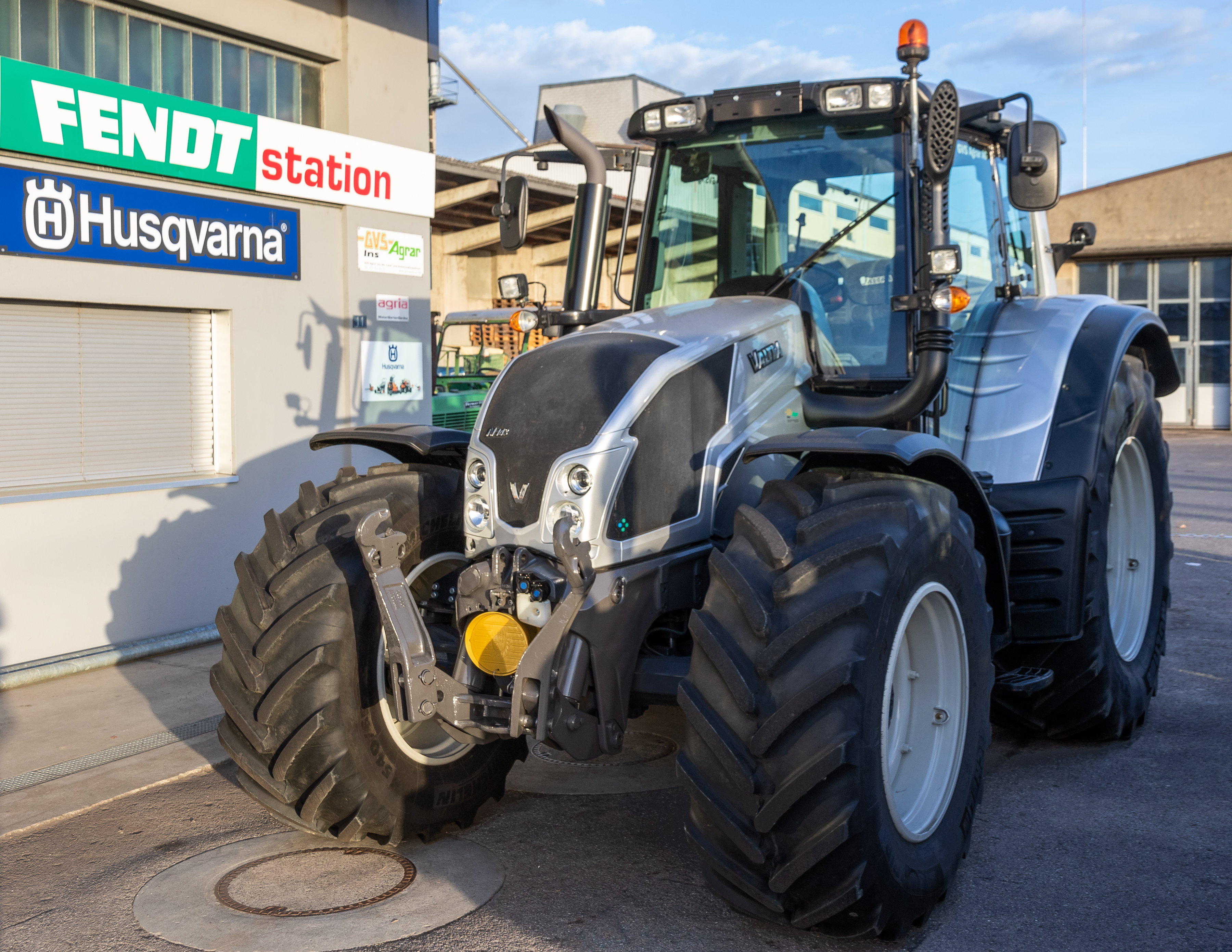
Valtra N143

In Brasile Valtra propone una gamma di trattori dedicati al mercato dell'America Latina:
- Valtra BL (65-95 cv)
- Valtra BM (100-125 cv)
- Valtra BH (145-205 cv)
- Valtra BT (150-210 cv)
- Valtra BC (Mietitrebbie)
- Valtra BS (Atomizzatori)

Valtra propone inoltre una gamma di otto tinte di serie per la personalizzazione del trattore, proponendo ai clienti di visitare lo stabilimento il giorno in cui è previsto l'assemblaggio del trattore acquistato.
In Argentina Valtra produce la propria gamma di trattori:
- Valtra AR (140-210 cv)[3]